# Гипохлорит бария
Гипохлорит бария — неорганическое соединение, 
соль металла бария и хлорноватистой кислоты с формулой Ba(ClO)2,
бесцветные кристаллы,
растворяется в воде. В больших концентрациях ядовит.

## Получение
- Пропускание хлора через суспензию гидроксида бария:

{\displaystyle {\mathsf {2Ba(OH)_{2}+2Cl_{2}\ {\xrightarrow {}}\ Ba(ClO)_{2}+BaCl_{2}+2H_{2}O}}}

## Физические свойства
Гипохлорит бария образует бесцветные кристаллы.
Растворяется в воде.
В безводном состоянии разлагается со взрывом.

## Применение
- Отбеливания тканей, бумаги и целлюлозы.
- Дегазации взрывчатых веществ.
- Дезинфицирующее средство.
- Для получения хлорпикрина.

## Особенности обращения, биологическое действие
Хлорноватистокислый барий весьма ядовит. ЛД50 на крысах - 120 мг/кг (при пероральном введении).
Гипохлорит бария - едкое, коррозионно-активное вещество. Окислитель. При попадании на кожу в больших количествах может вызывать раздражение.
Предельно допустимая концентрация хлорноватистокислого бария в воздухе рабочей зоны составляет 0,3 мг/м³ (по ионам Ba2+). В соответствии с ГОСТ 12.1.007-76 вещество относится ко II классу опасности (высокоопасные; 1998).

ПДК в воде 0,7 мг/дм3 (по ионам бария), 2-й класс опасности в соответствии с гигиеническими нормативами.